# Armoiries de la Tchétchénie
Les armoiries de la République tchétchène (russe : государственный герб Чеченской Республики, gossoudarstveny gerb Tchetchenskoï Respoubliki) sont des emblèmes dessinés et décrits par loi, utilisées par le gouvernement de la République tchétchène, sujet de la fédération de Russie, en tant que symbole d'État depuis le 12 mars 2020.

## Définition juridique
Les armoiries actuelles sont définies par la loi no 16-RЗ sur les armoiries d'État de la République tchétchène, promulguée par le parlement de la République tchétchène le 12 mars 2020. Elle se compose de 16 articles.

## Description
La loi établit la description ainsi :
« Герб Чеченской Республики представляет собой в серебряном поле серебряный же шар с тройной каймой: внешняя кайма узкая — лазоревая, вторая кайма — золотая, обременённая червлёным кольцом чеченского национального орнамента, внутренняя кайма — лазоревая, обременённая двумя золотыми, положенными сообразно кайме со скрещенными внизу стеблями, пшеничными колосьями, между которыми вверху — золотые полумесяц и девятиконечная звезда; шар обременён посередине червлёным элементом чеченского национального орнамента, по сторонам от которого стоящие на общем лазоревом подножии серебряная, окаймлённая лазурью, с лазоревыми кровлей, окнами и дверью чеченская сторожевая башня и лазоревая буровая вышка, и выше которого — две заснеженные лазурью горные вершины. »
— Point 1 de l'article 3 de la loi sur les armoiries d'État de la République tchétchène

« Les armoiries de la République tchétchène se composent d'un champ d'argent dans lequel s'inscrit une boule [disque] également d'argent avec une triple bordure : la bordure extérieure étroite est d'azur, la deuxième bordure est d'or, agrémentée d'un anneau rouge foncé de l'ornement national tchétchène, la bordure intérieure est d'azur, agrémentée de deux épis de blé d'or disposés conformément à la bordure avec des tiges croisées, en bas, entre lesquels, en haut, se trouvent un croissant d'or et une étoile à neuf branches d'or ; la boule est agrémentée, au milieu, d'un élément rouge foncé de l'ornement national tchétchène, sur les côtés duquel se tiennent sur une fondation commune d'azur une tour de guet tchétchène d'argent — bordée d'azur avec une couverture, des fenêtres et une porte d'azur — et une tour de forage d'azur, bordé d'azur, et au-dessus duquel se trouvent deux pics montagneux enneigés d'azur. »

## Symbolique
La loi dresse l'ambition générale ainsi :
« В основу композиции герба Чеченской Республики легло образное стилизованное решение, соответствующее национальному менталитету и месту чеченского народа в современном мире. [...] »
— Article 4 de la loi sur les armoiries d'État de la République tchétchène

« La composition des armoiries de la République tchétchène s'établit avec une solution stylisée figurative correspondant à la mentalité nationale et à la place du peuple tchétchène dans le monde moderne. [...] »
Le même article énumère ainsi les symboles :
| Élément                                  | Attribut                                           |
| ---------------------------------------- | -------------------------------------------------- |
| Anneau de l'ornement national tchétchène | Éternité                                           |
| Ornementation centrale                   | Unité                                              |
| Étoile à neuf branches                   | Neuf toukkhoums tchétchènes en tant que peuple uni |
| Épis de blé                              | Richesse du peuple tchétchène                      |
| Croissant                                | Islam                                              |
| Tour de garde                            | Patrimoine historique du peuple tchétchène         |
| Tour de forage                           | Potentiel industriel et économique de la région    |
| Pics montagneux                          | Mont Teboulo, plus haut sommet de la république    |

Correspondances réelles avec quelques symboles
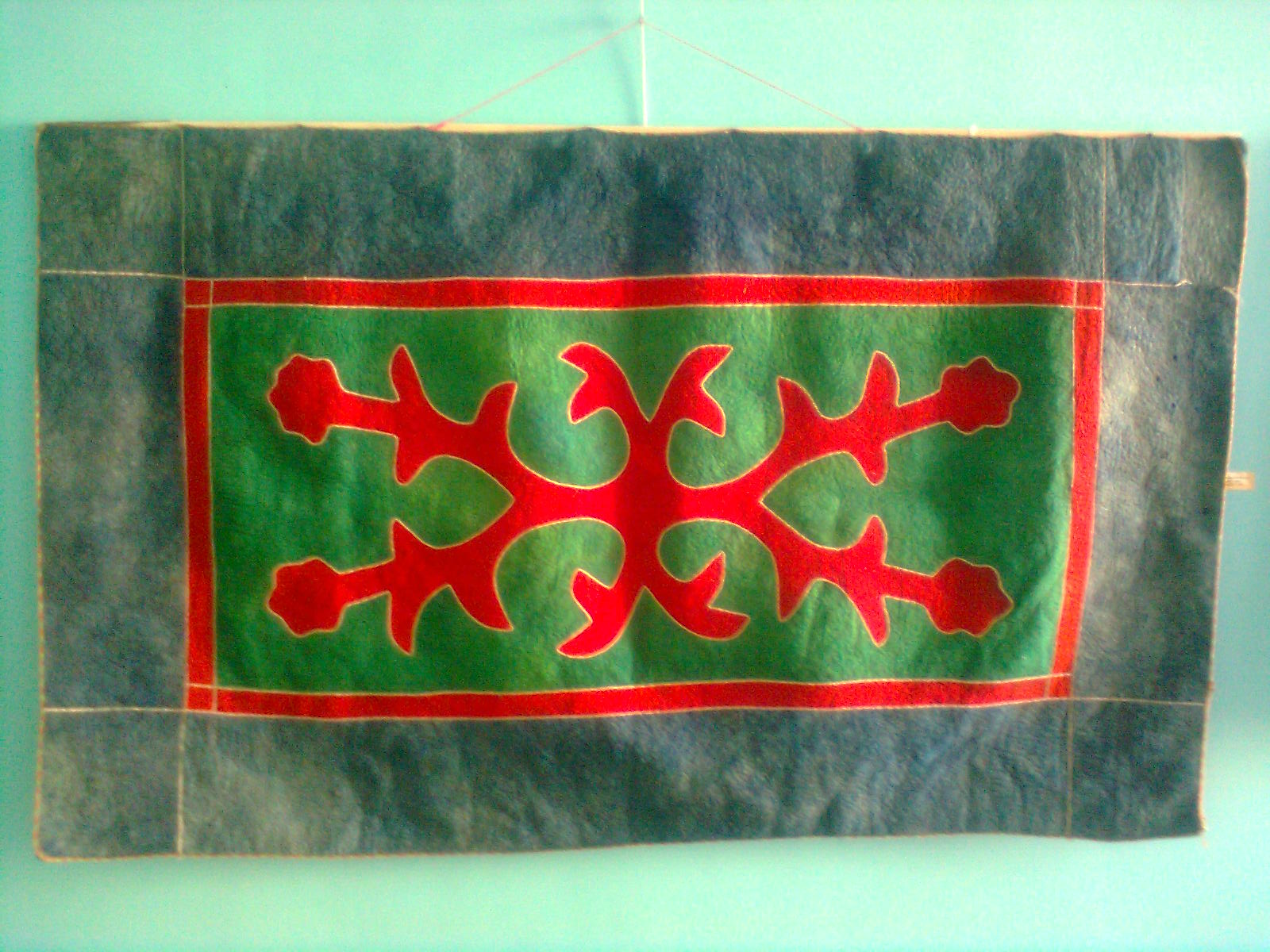
Istang (ru) avec un exemple d'ornementation nationale, conservé au musée national de la République tchétchène (ru).
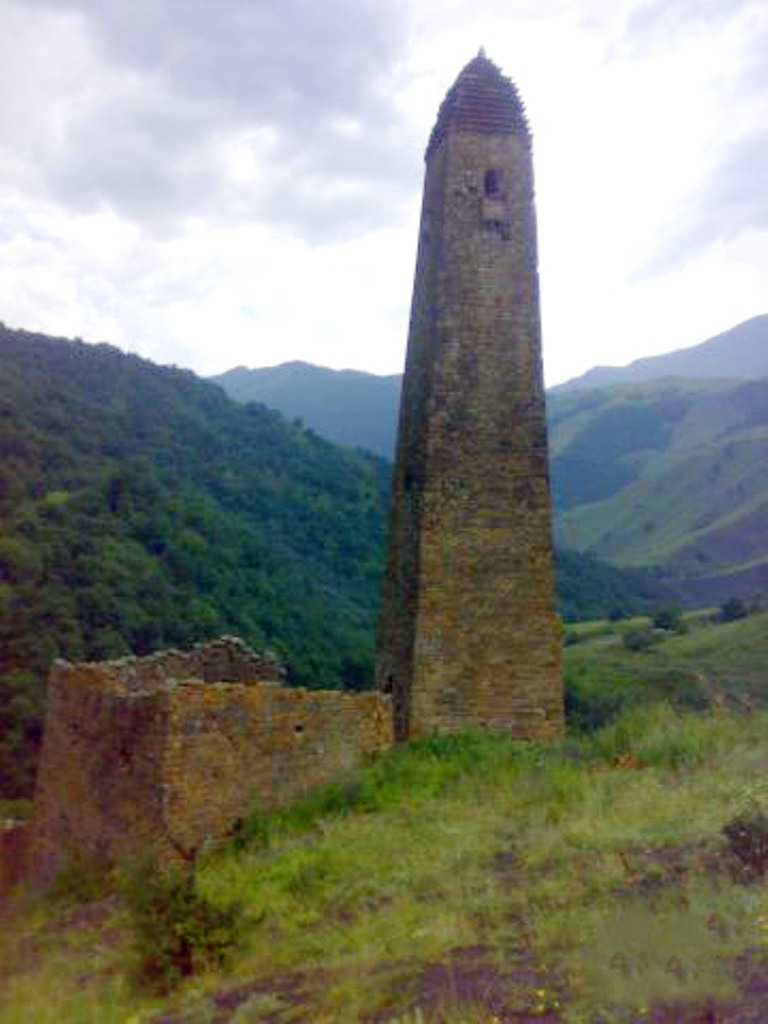
Exemple de tour de garde tchétchène, celle de Motsaroï (ru) d'architecture vainakh (ru).
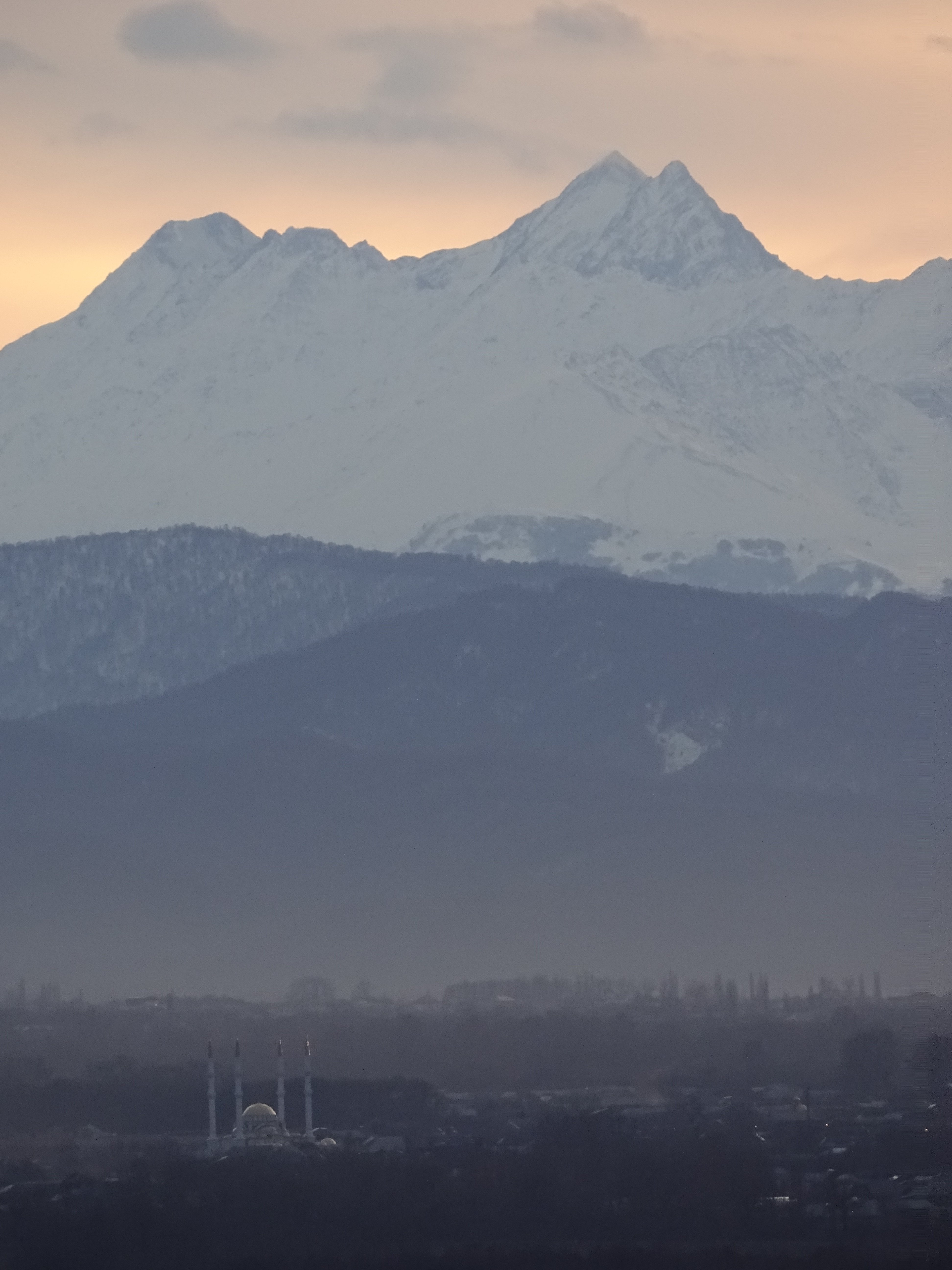
Mont Teboulo depuis Ilaskhan-Iourt (ru).